# Glanon
Glanon est une commune française située dans le canton de Brazey-en-Plaine du département de la Côte-d'Or, en région Bourgogne-Franche-Comté.

## Géographie
Avec ses 365 hectares, Glanon est l'un des plus petits villages du canton de Seurre. Cette commune se blottit dans un vallon qui descend d'un coteau jusqu'à la Saône, et façonne là, une petite falaise dans laquelle affleure le Pliocène fossilifère.
On la surnomme la Perle du Val-de-Saône.

### Climat
Pour des articles plus généraux, voir Climat de la Bourgogne-Franche-Comté et Climat de la Côte-d'Or.
En 2010, le climat de la commune est de type climat océanique dégradé des plaines du Centre et du Nord, selon une étude du Centre national de la recherche scientifique s'appuyant sur une série de données couvrant la période 1971-2000. En 2020, Météo-France publie une typologie des climats de la France métropolitaine dans laquelle la commune est dans une zone de transition entre le climat océanique altéré et le climat océanique altéré et est dans la région climatique  Bourgogne, vallée de la Saône, caractérisée par un bon ensoleillement (1 900 h/an), un été chaud (18,5 °C), un air sec au printemps et en été et des vents faibles. 
Pour la période 1971-2000, la température annuelle moyenne est de 10,9 °C, avec une amplitude thermique annuelle de 17,6 °C. Le cumul annuel moyen de précipitations est de 836 mm, avec 11,2 jours de précipitations en janvier et 7,3 jours en juillet. Pour la période 1991-2020, la température moyenne annuelle observée sur la station météorologique de Météo-France la plus proche, « Pagny-le-chateau », sur la commune de Chamblanc à 4 km à vol d'oiseau, est de 11,7 °C et le cumul annuel moyen de précipitations est de 802,0 mm,. Pour l'avenir, les paramètres climatiques de la commune estimés pour 2050 selon différents scénarios d'émission de gaz à effet de serre sont consultables sur un site dédié publié par Météo-France en novembre 2022.

## Urbanisme

### Typologie
Au 1er janvier 2024, Glanon est catégorisée commune rurale à habitat dispersé, selon la nouvelle grille communale de densité à 7 niveaux définie par l'Insee en 2022.
Elle est située hors unité urbaine. Par ailleurs la commune fait partie de l'aire d'attraction de Dijon, dont elle est une commune de la couronne,. Cette aire, qui regroupe 333 communes, est catégorisée dans les aires de 200 000 à moins de 700 000 habitants,.

### Occupation des sols
L'occupation des sols de la commune, telle qu'elle ressort de la base de données européenne d’occupation biophysique des sols Corine Land Cover (CLC), est marquée par l'importance des territoires agricoles (63,9 % en 2018), une proportion sensiblement équivalente à celle de 1990 (64,5 %). La répartition détaillée en 2018 est la suivante : terres arables (49,8 %), forêts (21 %), zones agricoles hétérogènes (11,4 %), zones urbanisées (8,1 %), eaux continentales (7 %), prairies (2,6 %). L'évolution de l’occupation des sols de la commune et de ses infrastructures peut être observée sur les différentes représentations cartographiques du territoire : la carte de Cassini (XVIIIe siècle), la carte d'état-major (1820-1866) et les cartes ou photos aériennes de l'IGN pour la période actuelle (1950 à aujourd'hui).

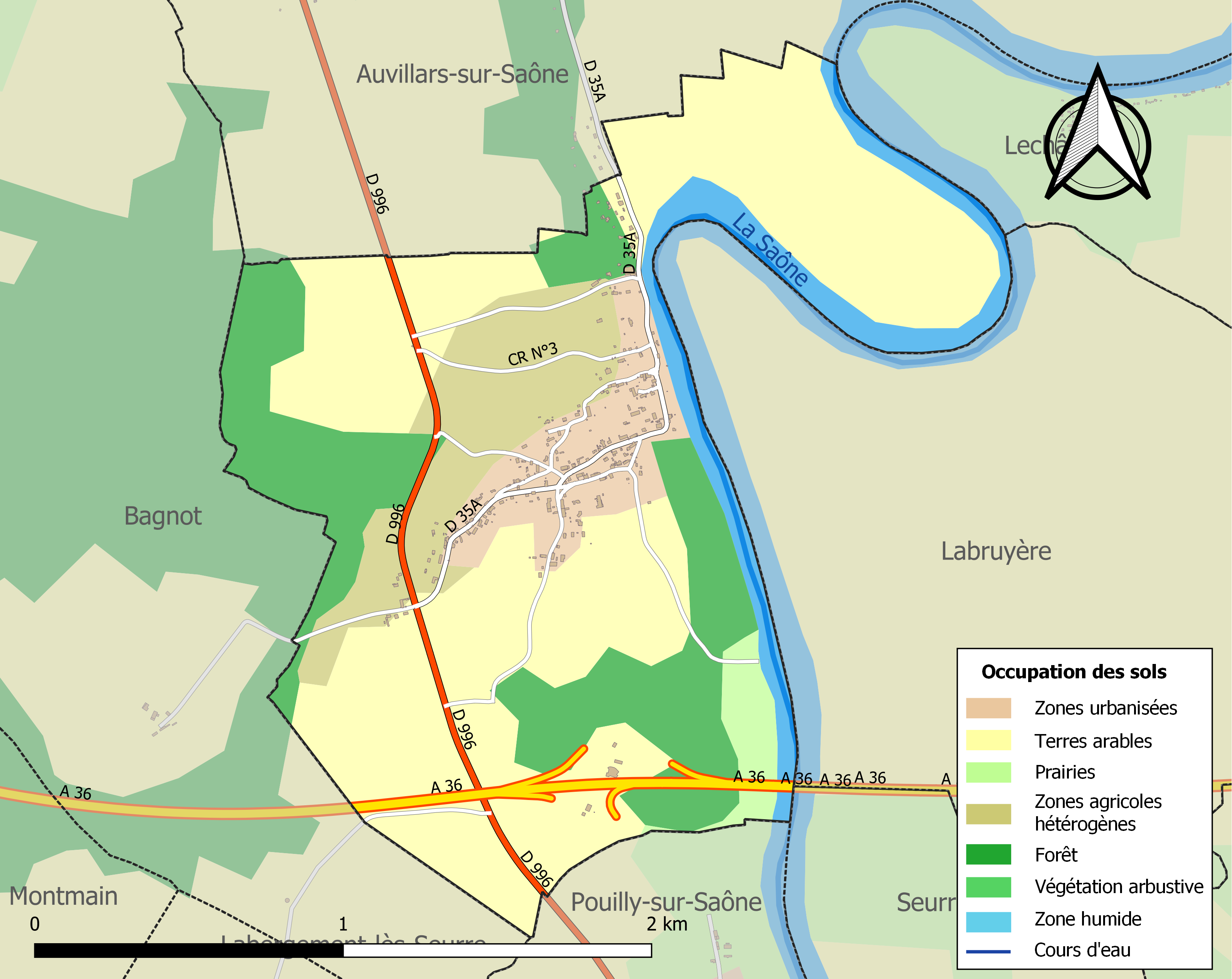
Carte des infrastructures et de l'occupation des sols de la commune en 2018 (CLC).

## Histoire
Le plus ancien nom connu du village est Glonnonus en 679, les habitants étaient alors les Glonnais.
L'appellation du village devint Glennosco au VIIIe siècle, Glennocus en 733 qui ne changea que très peu au cours des siècles pour donner Glennone au XIIe siècle, Glangnon en 1391 puis Glannon en 1431, qui sous cette orthographe demeure un prénom féminin, usité en Bretagne où il est fêté le 9 mars.
Ce vocable trouve son origine dans la racine celtique Glann signifiant rive qui s'adapte parfaitement au site de Glanon.
La terminaison -onus est, elle aussi, manifestement gauloise.
À propos de la Saône, dans sa vallée supérieure (jusqu'à Gray) elle portait le nom de Arar, qui vient de aar (rivière) ;
dans sa vallée inférieure (à partir de Gray), elle portait le nom de Saucona, sawk (sacré) + onna (rivière).
Elle prend sa source au-dessus de Vioménil, dans les monts Faucilles.
Le village de Glanon est l'un des plus anciens lieux habités connus du canton.
Le dragage de la Saône a révélé l'existence d'un site important au point de vue de la durée d'occupation.
En effet, les vestiges recueillis sont représentatifs de toutes les époques à partir du néolithique moyen jusqu'à nos jours sans discontinuité.
Cinq millénaires d'histoire nous sont ainsi révélés.
L'indice le plus énigmatique semble être la calotte crânienne à caractère archaïque découverte en mai 1981 et qui appartient au rameau des Néandertaliens.
Cet ancêtre a été appelé Homme de Glanon.
Après avoir été un habitat sur une zone de gué, Glanon est vite devenu un port sur la Saône.
Des amphores Dressel attestent un commerce de vin avec le Latium et l'Italie du Sud au Ier siècle avant notre ère.
Plus près de nous, au début du XXe siècle, ce port était encore actif : on y chargeait le sable dragué à la main et qui était acheminé jusqu'à Fleurey-sur-Ouche où l'on chargeait alors de la pierre mureuse à destination du Val de Saône.
On y embarquait également une partie de la production agricole de la région : betteraves, pommes de terre, fourrages et bois.
Durant la guerre de 1914-1918, le port reprit un regain d'activité, on y chargeait entre autres une grande quantité de bois pour boulangerie ; une bascule existait à l'emplacement du restaurant le Riva-Plage.

## Politique et administration
| Période                                  | Période   | Identité              | Étiquette | Qualité              |
| ---------------------------------------- | --------- | --------------------- | --------- | -------------------- |
| 1958                                     | mars 2001 | M. Robert Debroeck    |           |                      |
| mars 2001                                | En cours  | M. Sébastien Belorgey |           | Conseiller juridique |
| Les données manquantes sont à compléter. |           |                       |           |                      |

## Démographie
En 1826, le nombre des habitants, les Glanonnais, s'élevait à 270, il monta jusqu'à 311 en 1846 pour s'orienter à la baisse et retomber à 262 en 1901 et n'être plus que de 106 puis 105 en 1975 et 1982.

L'évolution du nombre d'habitants est connue à travers les recensements de la population effectués dans la commune depuis 1793. Pour les communes de moins de 10 000 habitants, une enquête de recensement portant sur toute la population est réalisée tous les cinq ans, les populations de référence des années intermédiaires étant quant à elles estimées par interpolation ou extrapolation. Pour la commune, le premier recensement exhaustif entrant dans le cadre du nouveau dispositif a été réalisé en 2004.

En 2022, la commune comptait 275 habitants, en évolution de +15,06 % par rapport à 2016 (Côte-d'Or : +0,82 %, France hors Mayotte : +2,11 %).
| 1793 | 1800 | 1806 | 1821 | 1831 | 1836 | 1841 | 1846 | 1851 |
| ---- | ---- | ---- | ---- | ---- | ---- | ---- | ---- | ---- |
| 250  | 279  | 230  | 250  | 280  | 296  | 297  | 311  | 287  |

| 1856 | 1861 | 1866 | 1872 | 1876 | 1881 | 1886 | 1891 | 1896 |
| ---- | ---- | ---- | ---- | ---- | ---- | ---- | ---- | ---- |
| 269  | 277  | 284  | 258  | 264  | 258  | 269  | 257  | 257  |

| 1901 | 1906 | 1911 | 1921 | 1926 | 1931 | 1936 | 1946 | 1954 |
| ---- | ---- | ---- | ---- | ---- | ---- | ---- | ---- | ---- |
| 262  | 250  | 230  | 189  | 188  | 178  | 166  | 169  | 154  |

| 1962 | 1968 | 1975 | 1982 | 1990 | 1999 | 2004 | 2006 | 2009 |
| ---- | ---- | ---- | ---- | ---- | ---- | ---- | ---- | ---- |
| 133  | 113  | 106  | 105  | 143  | 180  | 195  | 193  | 227  |

| 2014 | 2019 | 2022 | - | - | - | - | - | - |
| ---- | ---- | ---- | - | - | - | - | - | - |
| 241  | 267  | 275  | - | - | - | - | - | - |

## Lieux et monuments
Jadis, l'église se dressait sur la berge de la Saône au milieu du cimetière. Elle était très ancienne puisque donnée par Pépin le Bref, maire du Palais en 748, à l'abbaye de Flavigny. Le seigneur était le baron d'Auvillards.
Marie Sorel, épouse de Jean d'Estainville, vendit cette terre à Jacques Bouton de Corberon en 1461 au prix de 550 livres.
Des mouvements de terrain firent s'effondrer cette église dans la rivière.
Une nouvelle église, l'église paroissiale Saint-Marcel fut édifiée au XIXe siècle, de 1874 à 1878, au centre du village à côté de l'actuelle mairie, sur les plans et devis de Charles Suisse, architecte à Dijon, et bâtie par M. Mouillon entrepreneur à Saint-Jean-de-Losne.
Le plan de cette église, composée d'une allée principale, appelée vaisseau central, prend la forme d'une croix latine. Les matériaux utilisés pour le gros œuvre sont la brique et la pierre calcaire.
Sa couverture, qui repose sur un toit à deux longs pans avec une flèche carrée, est constituée de tuiles mécaniques et d'ardoises.
À l'intérieur de cette église bénéficiant d'une excellente acoustique, on note, entre autres, la présence de deux dalles funéraires gravées en 1772 et 1773, d'un escalier tournant, d'une voûte d'ogives et un lambris en couvrement rappelant la coque d'un bateau.

## Personnalités liées à la commune
- Narcisse Trullard naquit à Seurre le 29 octobre 1738 et décéda à Glanon le 12 décembre 1805. Officier, il siégea à la Convention comme Député de la Côte-d'Or et vota, au procès de Louis XVI, la mort du roi. La Convention le chargea de plusieurs missions (Lorient, Bayonne, Iles d'Aix, d'Oléron et de Ré) et l'envoya, comme attaché, à l'armée des côtes de la Rochelle et à l'Armée du Nord. Il quitta la scène politique après la séparation de la Convention.

## Héraldique
| Blason de Glanon | Blason  | De gueules à deux palmes cousues de sinople adossées en pal, les tiges passées en sautoir en pointe, à la burelle ondée d’argent brochant sur le tout. |
| Blason de Glanon | Détails | Le statut officiel du blason reste à déterminer. |